# Qinlou
Qinlou (kinesiska: 秦楼街道, 秦楼) är en socken i Kina. Den ligger i häradet Donggang Qu, prefekturen Rizhao Shi och provinsen Shandong, i den östra delen av landet, omkring 260 kilometer sydost om provinshuvudstaden Jinan. Antalet invånare är 191953. Befolkningen består av 94 983 kvinnor och 96 970 män. Barn under 15 år utgör 12,0 %, vuxna 15-64 år 82 %, och äldre över 65 år 4,0 %.
Genomsnittlig årsnederbörd är 1 176 millimeter. Den regnigaste månaden är juli, med i genomsnitt 303 mm nederbörd, och den torraste är januari, med 11 mm nederbörd.